# جيف لانجتون
جيف لانجتون (بالإنجليزية: Jeff Langton)‏ هو ممثل أمريكي، ولد في 11 ديسمبر 1956.

## أعمال

### أفلام
- (1990) موت قاسي 2[1][2][3]

## وصلات خارجية
- جيف لانجتون على موقع IMDb (الإنجليزية)
- جيف لانجتون على موقع قاعدة بيانات الفيلم (الإنجليزية)